# Hydrovatus cribratus
Hydrovatus cribratus är en skalbaggsart som beskrevs av Sharp 1882. Hydrovatus cribratus ingår i släktet Hydrovatus och familjen dykare. Inga underarter finns listade i Catalogue of Life.